# Fraates II de Partia
Fraates II (en persa: فرهاد دوم‎) o Arsaces VII fue rey de Partia desde 132 a. C. hasta 126 a. C.. Hijo Mitrídates I de Partia y de una princesa meda llamada Rinnu. Su ascenso al trono se debió producir entre abril y agosto del 132 a. C. Dos colofones de Babilonia muestra la sucesión entre Mitrídates I (fechado el 5-IX-179 SEB diciembre 133 a. C - abril de 132 a. C) y Fraates fechado el 180 SEB (julio-agosto 132 a. C):

Línea 11: ... ... UNUGki ituNE. Línea 12: U4-x-KÁM MU-1-me-16 šá ši-tu4 1-me-1,20 Ar-šák-'a u Ri-in-nu AMA-šú Línea 13: LUGALmeš. Traducción: Línea 11: ... ... Uruk, mes V, Línea 12: día X, año 116, 180, Arsaces y Rinnu, su madre, son reyes.

Su reinado se inició con la campaña de Antíoco VII Evergetes (138-129 a. C.) contra Mesopotamia. Nuestra principal fuente, Marco Juniano Justino, recoge tres victorias del rey seleúcida y la toma de Seleucia del Tigris y después Babilonia en el verano del 130 a. C. Inmediatamente se iniciaron negociaciones con Antíoco VII, pero fracasaron por las excesivas exigencias del monarca seleúcida: entrega de Demetrio II, hermano de Antíoco y que estaba preso desde su derrota a manos de Mitrídates I, devolución de los territorios conquistados por Mitrídates I y pago de tributo.
Ante esta situación las luchas se reanudaron, Fraates II liberó a Demetrio II con el objetivo de crear disensiones entre los hermanos, y llamó en su ayuda a tribus de tocarios y saces. El enfrentamiento entre ambos ejércitos en la batalla de Ecbatana (129 a. C) se saldó con una rotunda victoria de los partos que supuso la pérdida definitiva de Mesopotamia para los seleúcidas y la muerte del rey Antíoco VII. Después de vencer a los seleúcidas marchó contra los saces, los cuales había llegado tarde a la solicitud de ayuda, pero reclamaban el pago prometido (Justino 42.1.5).
Fraates recuperó Mesopotamia, nombrando gobernador de Seleucia a un hircano llamado Himero. No obstante los desmanes de este virrey provocaron la rebelión de la población local, y la guerra contra Espaosines, rey de Caracene desde el 141 a. C. y que consiguió expulsar a Himero y tomar Seleucia del Tigris en el 128 a. C. y Babilonia (127 a. C.). Pero a finales de ese mismo año las evidencias numismáticas demuestran la reconquista parta
Las ambiciones partas de apoderarse de los restos del Imperio seléucida en Siria se frustraron a causa de las invasiones nómadas procedentes de Asia Central. En efecto, mientras tanto, Partia fue invadida por escitas (los tocarios de Bactriana); Fraates II marchó sobre éstos con tropas griegas capturadas a Antíoco VII, sin embargo en plena batalla las tropas helenas desertaron, el ejército parto fue masacrado y Fraates murió en combate (marzo de 126 a. C.).
La sucesión recayó sobre su tío Bagasis.